# John Henry Schwarz
John Henry Schwarz (North Adams, 22 de novembro de 1941) é um físico teórico estadunidense.
Juntamente com Yoichiro Nambu, Holger Bech Nielsen, Gabriele Veneziano, Michael Green, Leonard Susskind e Edward Witten, é reconhecido como um dos fundadores da teoria das cordas.

## Breve biografia
Obteve bacharelado em matématica na Universidade Harvard em 1962, no ano de 1966 graduou como Ph.D em física teórica na Universidade da Califórnia em Berkeley. Foi um dos poucos cientistas que defendiam a teoria das cordas como uma teoria viável da gravitação quântica.
Trabalhando com Michael Green no Cancelamento de Anomalias do tipo I da Teoria das Cordas, liderou o caminho para a famosa Primeira Revolução das Supercordas de 1984, a qual contribuiu muito para transformar a teoria das cordas em um tema importante das pesquisas da física teórica.
Schwarz foi professor assistente na Universidade de Princeton de 1966 a 1972 até se transferir para o Instituto de Tecnologia da Califórnia (Caltech).